# Tekken 2: Kazuya's Revenge
Série
Tekken
(2010)
Pour plus de détails, voir Fiche technique et Distribution.
Tekken 2: Kazuya's Revenge (ou Tekken: A Man Called X) est un film américain réalisé par Wych Kaosayananda, sorti en 2014. Il est adapté de la série de jeux vidéo Tekken

## Synopsis
Kazuya se réveille seul dans une chambre d’hôtel, sans savoir qui il est ni ce qu’il fait là. Enlevé par une organisation criminelle, il est transformé en assassin. Pendant une mission pour éliminer un dénommé Brian Fury, Kazuya s’aperçoit que sa cible peut l’aider à découvrir sa véritable identité.

## Fiche technique
- Titre : Tekken 2: Kazuya's Revenge
- Réalisation : Wych Kaosayananda
- Scénario : Nicole Jones-Dion et Steven Paul
- Musique : Misha Segal
- Photographie : Wych Kaosayananda
- Montage : Robert A. Ferretti et Vance Null
- Production : Steven Paul et Pimol Srivikorn
- Société de production : Good Times Production
- Société de distribution : SP Distribution (États-Unis)
- Pays :  États-Unis
- Genre : Action, science-fiction
- Durée : 90 minutes
- Dates de sortie : 
  -  États-Unis : 12 août 2014 (DVD)

## Distribution
- Kane Kosugi : Kazuya Mishima
- Cary-Hiroyuki Tagawa : Heihachi Mishima
- Rade Šerbedžija : le Ministre
- Gary Daniels : Bryan Fury
- Kelly Wenham : Rhona Anders
- Paige Lindquist : Laura
- Charlotte Kirk : Chloe
- Biljana Misic : Natasha